# فرانك بالدوين
فرانك بالدوين (بالإنجليزية: Frank Baldwin)‏ هو لاعب كرة قاعدة أمريكي، ولد في 25 ديسمبر 1928 في هاي بريدغ في الولايات المتحدة، وتوفي في 18 نوفمبر 2004 في بيفير في الولايات المتحدة.

## وصلات خارجية
- فرانك بالدوين على موقعبيزبول رفرنس.كوم (الدوري الرئيسي) (الإنجليزية)
- فرانك بالدوين على موقعبيزبول رفرنس.كوم (الدوري الثانوي) (الإنجليزية)